# Nowy Luboń
Nowy Luboń, Lasek Dolny, Luboń IV Nowy – osiedle mieszkaniowe w Luboniu-Lasku.

## Nazewnictwo
Określenie Nowy Luboń występuje w wyszukiwarce do mapy w Geoportalu oraz na planie Poznania i okolic z 2008 roku. Oznaczenie Luboń IV Nowy znaleźć można natomiast w serwisie Targeo, jak również w zasobach Geoportalu, gdzie w zależności od skali mapy pojawia się także nazwa Lasek Dolny.

## Lokalizacja
Nowy Luboń położony jest przy południowej granicy miasta, między Górnym Laskiem a rzeką Wartą. Osiedle obejmuje obszar, który wyznaczają następujące granice:
- od wschodu: Warta
- od południa: Wielkopolski Park Narodowy
- od zachodu: linia kolejowa nr 271
- od północy: Stary Luboń